# جغري بك
جغري بك أبو سليمان داوود بن مكيائيل بن سلجوق هو أحد مؤسسي دولة السلاجقة وهو أخ طغرل بك. اسمه تركي ومعناه «العقاب الصغير»، بعد استيلاء الأخوين على خراسان وتأسيسهما لدولة السلاجقة في المشرق كانت مرو من نصيبه وخطب له على منابرها، وذلك مع أن طغرل بك أصبح حاكم الدولة منفرداً عن أخيه منذ عام 432 هـ. أقام داود في مرو منذ أيام تأسيس الدولة السلجوقية واهتم بأمورها، وقد أحسن في حكمها كما يَقول ابن الأثير، وكانت أول مرة يُخطب له فيها في الجمعة الأولى من شهر رجب عام 428 هـ والتي لقب فيها بـ«ملك الملوك». ولاحقاً هزم داود حامية الغزنويين في بلخ وضمها إليه أيضاً، ودافع عنها عدة مرات ضد قواتهم. كانت لداود حروب كثيرة مع الغزنويين في الأيام السلاجقة الأولى، فقد قاد العديد من المعارك ضدهم، لكن دوره لم يَعد كبيراً بعد انتهاء حرب السلاجقة والغزنويين.

## سيرته
يُعرف القليل عن حياته قبل سنة 1025م، قام جده سلجوق بتربيته وأخاه طغرل بك حتى سن الخامسة عشرة حيث انضما للجيش. في سنة 421هـ المُوافقة لِسنة 1030م، تُوفي السُلطان محمود بن سُبُكْتِكِيْن الغزنوي، وتنافس على العرش ولداه مُحمَّد ومسعود، فاستغلَّ السلاجقة هذه الفُرصة والاضطراب القائم لِتوسيع دائرة نُفُوذهم، فسيطروا على المناطق المُجاورة لِديارهم، ونشروا نُفُوذهم في أرجاء بلاد ما وراء النهر. ثُمَّ شرعوا في الإغارة على خُراسان بلا انقطاع طيلة ثلاث سنوات، ولم يتمكَّن السُلطان الغزنوي مسعود، الذي كان قد سيطر على عرش أبيه، من صدِّهم، فتمكَّن جغري في نهاية المطاف من طرد الغزنويين من شمال خُراسان واستولى على قصبتها مرو الشاهجان، وأضحى الحاكم الفعلي على تلك البلاد.
ودخل الأخوان طُغرل وجغري قصبة خُراسان القديمة في موكب النصر واقتسما الأعمال الحُكُوميَّة، فاضطلع طُغرل بِشُؤون الإدارة، وأخذ جغري على عاتقه مُهمَّة الدفاع عن الإقليم. وفي سنة 429هـ المُوافقة لِسنة 1038م، أنزل السلاجقة هزيمةً قاسيةً بِالغزنويين ودخلوا مدينة نيسابور مُعلنين ضمَّها إلى مُلكهم، وجلس طُغرل على عرش السُلطان مسعود فيها مُعلنًا نفسه سُلطانًا، وأمر بِأن يُخطب بِاسمه فيها، كما خُطب باسمه في سرخس وفي بلخ. وهكذا أعلن طُغرُل قيام الدولة السَلْجُوقيَّة، وكتب رسالةً إلى الخليفة العبَّاسي القائم بِأمر الله يشرح لهُ فيها ما آلت إليه الأوضاع السياسيَّة، ويطلب منهُ الاعتراف بِدولته الجديدة.
وفي شهر رمضان 431هـ المُوافق فيه شهر حُزيران (يونيو) 1040م، وقعت معركة دانداناقان وهي معركة فاصلةٌ بين السلاجقة والغزنويين بِقيادة السُلطان مسعود، كان من نتيجتها أن انتصر السلاجقة نصرًا كبيرًا ووضعوا حدًّا نهائيًّا لِحُكم الغزنويين في خُراسان، وعُدَّت هذه المعركة إحدى المعارك الكُبرى الفاصلة في التاريخ الإسلامي، بل إنَّ نتائجها تعدَّت ديار الإسلام وأثًّرت على عالم العُصُور الوُسطى، كما يعتبر المُؤرِّخ السوري المُعاصر سُهيل زكَّار، كونها فتحت الباب أمام السلاجقة لِلانسياب غربًا عبر بلاد إيران وُصولًا إلى ديار الروم في الأناضول والتوسُّع على حسابهم، وكان هذا أحد الأسباب التي شجَّعت على قيام الحملات الصليبيَّة.
وعلى الرغم من تزوج مودود بابنة جغري بك حاكم السلاجقة إلا أنه عندما علم بمرضه أراد استعادة الأراضي التي خسرها الغزنويون بسبب حروبهم مع السلاجقة، وقام بإرسال جيش إلى خرسان. وعلى إثر هذا قام جغري بك بتعين ألب أرسلان لمواجهة جيش مودود، وبالفعل صد الهجمات في أغسطس-سبتمبر 1043، وغنم غنائم كثيرة من الجيش الغزنوي وعاد إلى جانب والده جغري بك مرة أخرى. وعندما أدرك مودود أن لن يتمكن من هزم السلاجقة بمفرده سعى إلى عقد عدة إتفاقات إلا أن لم يستطع تنفيذ أي شئ بسبب مرضه وفقد حياته في 19 ديسمبر 1049.

## وفاته
توفي سنة 451هـ في زمن الخليفة العباسي أبو جعفر عبد الله بن القادر.

## نسله
جغري بك هو والد السلطان ألب أرسلان.

## أحداث في زمنه
عقد اتفاقية هدنة بين إبراهيم بن مسعود بن محمود بن سُبُكْتِكِيْن وجغري بك في 451 هجري

## روابط خارجية
صفحة جغري بك على موقع فهرس.نت